# استیو بیکنل
استیو بیکنل (انگلیسی: Steve Bicknell؛ زادهٔ ۲۸ نوامبر ۱۹۵۹) بازیکن فوتبال اهل بریتانیا است.
از باشگاه‌هایی که در آن بازی کرده‌است می‌توان به باشگاه فوتبال تورکی یونایتد و باشگاه فوتبال لستر سیتی اشاره کرد.